# Esa visible oscuridad
Esa visible oscuridad: memoria de la locura es un relato del escritor estadounidense William Styron sobre su descenso en la depresión, y el triunfo de la recuperación.
Se publicó primero en diciembre de 1989 en la revista Vanity Fair. La obra se originó en una conferencia que dio originalmente en un simposio sobre trastornos afectivos en el Departamento de Psiquiatría de la Escuela de Medicina en la Universidad Johns Hopkins.
El título del trabajo proviene de la descripción de John Milton del infierno en Paraíso Perdido:
Sin luz; más sólo la oscuridad visible
Sirvió sólo para descubrir vistas de asombro,
Regiones de pena, tristes sombras, donde la paz
Y el descanso nunca pueden vivir, la esperanza nunca viene
Aquello viene a todo, pero tortura sin fin
Aún inquieta, y un exaltado diluvio, alimentó
Con azufre las eternas llamas sin consumir.
Styron comienza su historia en octubre de 1985 cuando vuela a París para recibir el prestigioso Prix mondial Cino Del Duca. Durante este viaje, el estado mental del escritor empieza a deteriorarse rápidamente. Utilizando una mezcla de anécdotas, especulación, y reportaje, Styron reflexiona sobre las causas y efectos de la depresión, dibujando enlaces entre su propia enfermedad y la de otros escritores como Randall Jarrell, Albert Camus, Romain Gary y Primo Levi, así como el presidente de los Estados Unidos Abraham Lincoln y la activista Abbie Hoffman.
Styron conecta el inicio de su depresión con el corte repentino del consumo de alcohol durante toda su vida, y argumenta que su padecimiento pudo exacerbarse por la prescripción inadvertida del fármaco  Halcion (triazolam). Su depresión culmina en un episodio de ideación suicida intensa (aunque nunca haga un intento de suicidio real), el cual lo llevó a una hospitalización y recuperación.

## Otros
El libro está mencionado en la película "Efectos Colaterales" (2013).
- Datos: Q3064079